# Mary Selway
Mary Selway  (* 14. März 1936 in Norwich, England; † 21. April 2004 in London, England) war eine britische Casting Directorin.

## Wirken
Selway begann ihre Karriere als Produktionsassistentin und spezialisierte sich in den 1960er-Jahren auf die Besetzung von Filmrollen. Sie arbeitete im Laufe ihrer Karriere mit namhaften Regisseuren zusammen, darunter Steven Spielberg, Roman Polański, Clint Eastwood, John Boorman, Sydney Pollack, Robert Altman, Michael Apted und Ridley Scott. Selway genoss in der Branche einen herausragenden Ruf, so wurde beispielsweise der Film Gosford Park mit seinem umfangreichen, aber dennoch stimmigen Schauspielerensemble als ein Meisterstück ihrer Besetzungskunst gesehen. Bei mehr als 100 Filmen war sie für das Casting verantwortlich.
Der britische Filmpreis der British Academy of Film and Television Arts (BAFTA) für die besten Nachwuchsschauspieler (Rising Star Award) wurde ihr zu Ehren nach ihrem Tode gewidmet. Bereits 2001 hatte die BAFTA ihr den Michael Balcon Award für ihr Lebenswerk verliehen.
Selway war mit dem britischen Schauspieler Keith Buckley (7. April 1941 – 1. Dezember 2020) verheiratet und hatte zwei Töchter mit ihm, die Schauspielerin Emma Buckley und die Schauspiel-Agentin Kate Buckley. Im April 2004 starb Selway im Alter von 68 Jahren an einer Krebserkrankung.

## Filmografie (Auswahl)
- 1970: Catweazle (Fernsehserie)
- 1971: Das Haus der Schatten (The Night Digger)
- 1976: Robin und Marian (Robian and Marian)
- 1979: Der große Eisenbahnraub (The First Great Train Robbery)
- 1981: Jäger des verlorenen Schatzes (Raiders of the Lost Ark)
- 1981: Outland – Planet der Verdammten (Outland)
- 1982: Der rosarote Panther wird gejagt (Trail of the Pink Panther)
- 1983: Der Fluch des rosaroten Panthers (Curse of the Pink Panther)
- 1983: Die Rückkehr der Jedi-Ritter (Return of the Jedi)
- 1983: Gorky Park
- 1984: Top Secret!
- 1984: Indiana Jones und der Tempel des Todes (Indiana Jones and the Temple of Doom)
- 1985: Jenseits von Afrika (Out of Africa)
- 1987: Withnail & I (Withnail and I)
- 1988: Gorillas im Nebel (Gorillas in the Mist)
- 1989: Weiße Zeit der Dürre (A Dry White Season) (auch Produzentin)
- 1990: Das Rußland-Haus (The Russia House)
- 1991: King Ralph
- 1994: Black Beauty
- 1995: Der Erste Ritter (First Knight)
- 1996: Der Geist und die Dunkelheit (The Ghost and the Darkness)
- 1998: Lost in Space
- 1999: Notting Hill
- 2001: Enigma – Das Geheimnis (Enigma)
- 2001: Gosford Park
- 2002: Besessen (Posession)
- 2003: Master & Commander – Bis ans Ende der Welt (Master and Commander: The Far Side of the World)
- 2003: Tatsächlich… Liebe (Love Actually)
- 2004: The Libertine
- 2004: Vanity Fair
- 2004: Thunderbirds
- 2004: Riddick: Chroniken eines Kriegers (The Chronicles of Riddick)
- 2005: Harry Potter und der Feuerkelch (Harry Potter and the Goblet of Fire)